# Про Василия Блаженного
«Про Васи́лия Блаже́нного» — российский мультипликационный фильм, снятый на студии «Пилот» режиссёром Натальей Березовой в 2008 году по мотивам московских легенд о биографии святого Василия Блаженного.
Фильм входит в цикл «Гора самоцветов». В начале фильма — пластилиновая заставка «Мы живём в России — Покровский собор».

## Сюжет
Мультфильм рассказывает о жизни святого Василия Блаженного. Юродивый Василий скучать своим характером народу не даёт. Детям он показывает разные чудеса, людей любит да тревожится за них. А люди благодарят его за помощь — кто пятаком, кто копеечкой. А Василий-то эти монетки собирает да на площади через плечо правое кидает. А монетки, словно дрессированные, сами по воздуху летят да и ровненько ложатся. Никто их и не трогает.
Однажды позарился на денежки эти вор один. Полный карман монеток набрал, а убежать не может — ангелы его держат. Но Василий простил непутёвого и ангелы перестали его держать. Да только царь не простил — приказал посадить вора в острог.
А потом Василий перестал собирать денежки да и отдал всё, что насобирал царю. А царь из своей казны монет добавил и приказал построить на все эти деньги Храм Василия Блаженного.

## Награды
- 2009 — Гран-при в номинации «Анимация» на 13 фестивале визуальных искусств в «Орлёнке»[1].
- 2009 — Второе место на VI Международном благотворительном фестивале «Лучезарный ангел»[2].
- 2009 — Диплом I степени «За оригинальное решение житийной темы» от жюри XIV Международного фестиваля «Радонеж»[3].
- 2010 — Первое место на VIII Международном фестивале православного кино «Покров»[4].